# 13. etape af Tour de France 2007
Trettende etape af Tour de France 2007 blev kørt lørdag d. 21. juli i og omkring Albi.
Ruten var en 54 km. lang enkeltstart og havde kun en enkelt kategori 4 stigning.
Den helt dominerende sejrherre var Alexander Vinokourov fra Astana, som ellers på dette tidspunkt var anset for at være ude af kampen om topplaceringer, men pludselig var han inde i billedet igen. Det varede dog kun indtil han dagen på 14. etape efter gik ned og derudover styrtede og kom i mål næsten ½ time efter vinderen. På 15. etape var Vonoukurov atter på toppen, da han vandt en af de store bjergetaper i Pyrenæerne. Men glorien skinnede blot til hviledagen om tirsdagen, hvor A-prøven afslørede, at Vinoukurov havde anvendt bloddoping i forbindelse med sin sejr på 13.etape.
- Etape: 13
- Dato: 21. juli
- Længde: 54 km
- Danske resultater:

11. Michael Rasmussen + 2.55
- Gennemsnitshastighed: 46.7 km/t

## Bjergspurt (Côte de la Bauzié)
4. kategori stigning efter 38,5 km
| Plads | Navn             | Point |
| ----- | ---------------- | ----- |
| 1.    | Alberto Contador | 3     |
| 2.    | Cadel Evans      | 2     |
| 3.    | Michael Boogerd  | 1     |

## Resultatliste

### 1. mellemtid, Villefranche-d'Albigeois, 18 km
|   | Navn                 | Land           | Hold    | Tid    |
| - | -------------------- | -------------- | ------- | ------ |
| 1 | Alexander Vinokourov | Kasakhstan     | Astana  | 23.09  |
| 2 | Bradley Wiggins      | Storbritannien | Cofidis | + 0.10 |
| 3 | Andreas Klöden       | Tyskland       | Astana  | + 0.34 |
| 4 | Fabian Cancellara    | Schweiz        | CSC     | + 0.39 |
| 5 | Sylvain Chavanel     | Frankrig       | Cofidis | + 0.40 |

### 2. mellemtid, bunden af Côte de la Bauzié, 35,6 km
|   | Navn                 | Land           | Hold            | Tid    |
| - | -------------------- | -------------- | --------------- | ------ |
| 1 | Alexander Vinokourov | Kasakhstan     | Astana          | 44.00  |
| 2 | Bradley Wiggins      | Storbritannien | Cofidis         | + 0.52 |
| 3 | Cadel Evans          | Australien     | Predictor-Lotto | + 1.12 |
| 4 | Andreas Klöden       | Tyskland       | Astana          | + 1.16 |
| 5 | Leif Hoste           | Belgien        | Predictor-Lotto | + 1.17 |

### 3. mellemtid, toppen af Côte de la Bauzié, 38,5 km
|   | Navn                 | Land           | Hold            | Tid    |
| - | -------------------- | -------------- | --------------- | ------ |
| 1 | Alexander Vinokourov | Kasakhstan     | Astana          | 50.07  |
| 2 | Cadel Evans          | Australien     | Predictor-Lotto | + 1.01 |
| 3 | Bradley Wiggins      | Storbritannien | Cofidis         | + 1.19 |
| 4 | Andreas Klöden       | Tyskland       | Astana          | + 1.19 |
| 5 | Andrey Kashechkin    | Kasakhstan     | Astana          | + 1.36 |

### 4. mellemtid, Point Média, 49 km
|   | Navn                 | Land           | Hold            | Tid     |
| - | -------------------- | -------------- | --------------- | ------- |
| 1 | Alexander Vinokourov | Kasakhstan     | Astana          | 1:00.38 |
| 2 | Cadel Evans          | Australien     | Predictor-Lotto | + 1.17  |
| 3 | Andreas Klöden       | Tyskland       | Astana          | + 1.38  |
| 4 | Andrey Kashechkin    | Kasakhstan     | Astana          | + 1.53  |
| 5 | Bradley Wiggins      | Storbritannien | Cofidis         | + 1.57  |

### Mål
|    | Navn                 | Land           | Hold              | Tid     |
| -- | -------------------- | -------------- | ----------------- | ------- |
| 1  | Alexander Vinokourov | Kasakhstan     | Astana            | 1:06.34 |
| 2  | Cadel Evans          | Australien     | Predictor-Lotto   | + 1.14  |
| 3  | Andreas Klöden       | Tyskland       | Astana            | + 1.39  |
| 4  | Andrey Kashechkin    | Kasakhstan     | Astana            | + 1.44  |
| 5  | Bradley Wiggins      | Storbritannien | Cofidis           | + 2.14  |
| 6  | Yaroslav Popovych    | Ukraine        | Discovery Channel | + 2.16  |
| 7  | Alberto Contador     | Spanien        | Discovery Channel | + 2.18  |
| 8  | Sylvain Chavanel     | Frankrig       | Cofidis           | + 2.38  |
| 9  | Levi Leipheimer      | USA            | Discovery Channel | + 2.39  |
| 10 | Mikel Astarloza      | Spanien        | Euskatel          | + 2.42  |

- Wikimedia Commons har flere filer relateret til 13. etape af Tour de France 2007